# Trichomycterus knerii
Trichomycterus knerii är en fiskart som beskrevs av Franz Steindachner 1882. Trichomycterus knerii ingår i släktet Trichomycterus och familjen Trichomycteridae. Inga underarter finns listade i Catalogue of Life.